# حسین افضلی
حسین افضلی (زادهٔ ۱۲ فروردین ۱۳۵۴ در اصفهان) مربی فوتسال اهل ایران است.
او سابقهٔ سرمربی‌گری در تیم‌های فوتسال فیروز صفه اصفهان، فولاد ماهان اصفهان، گیتی‌پسند اصفهان، زم‌زم اصفهان، شهروند کاشان، دیسی اینوِست تاجیکستان، کراپ الوند قزوین و گهر زمین سیرجان را نیز در کارنامه دارد.

## افتخارات مربیگری
- صعود به لیگ برتر فوتسال ایران به همراه تیم فیروز صفه اصفهان در سال ۱۳۸۸
- قهرمانی در لیگ برتر فوتسال ایران به همراه تیم فولاد ماهان اصفهان در سال ۱۳۸۸
- قهرمانی در لیگ قهرمانان فوتسال آسیا به همراه تیم فولاد ماهان اصفهان در سال ۱۳۸۸ (۲۰۱۰)
- صعود به لیگ برتر فوتسال ایران به همراه تیم کراپ الوند قزوین در سال ۱۳۹۹